# Koszykówka na Igrzyskach Luzofonii 2006
Koszykówka na Igrzyskach Luzofonii 2006, odbyła się w dniach 8-14 października 2006 w hali Tap Seac w Makau. W turnieju brały udział zarówno kobiety jak i mężczyźni. Wśród kobiet tryumfowały zawodniczki z Mozambiku, zaś wśród mężczyzn – Portugalczycy. Mecze rozgrywano systemem „każdy z każdym”. Pierwsze cztery drużyny w grupie przechodziły do półfinałów. Pierwsza drużyna w grupie dostawała mecz w półfinale z czwartą drużyną w grupie, natomiast drużyny z miejsc 2. i 3. w grupie grały w półfinale ze sobą.  

## Mężczyźni
| Drużyna                       | Pkt | Mecze | Zwycięstwa | Porażki | Zdobyte kosze | Stracone kosze |
| ----------------------------- | --- | ----- | ---------- | ------- | ------------- | -------------- |
| Portugalia                    | 10  | 5     | 5          | 0       | 535           | 289            |
| Angola                        | 9   | 5     | 4          | 1       | 561           | 221            |
| Republika Zielonego Przylądka | 8   | 5     | 3          | 2       | 404           | 279            |
| Makau                         | 7   | 5     | 2          | 3       | 378           | 432            |
| Gwinea-Bissau                 | 6   | 5     | 1          | 4       | 360           | 386            |
| Timor Wschodni                | 5   | 5     | 0          | 5       | 203           | 832            |

| Timor Wschodni                | 33 - 193 | Angola                        |
| Portugalia                    | 113 - 61 | Makau                         |
| Republika Zielonego Przylądka | 70 - 37  | Gwinea Bissau                 |
| Timor Wschodni                | 25 - 172 | Gwinea Bissau                 |
| Makau                         | 42 - 120 | Angola                        |
| Portugalia                    | 76 - 52  | Republika Zielonego Przylądka |
| Republika Zielonego Przylądka | 88 - 51  | Makau                         |
| Angola                        | 105 - 30 | Gwinea Bissau                 |
| Portugalia                    | 178 - 69 | Timor Wschodni                |
| Timor Wschodni                | 38 - 142 | Makau                         |
| Portugalia                    | 104 - 48 | Gwinea Bissau                 |
| Angola                        | 85 - 52  | Republika Zielonego Przylądka |
| Portugalia                    | 64 - 58  | Angola                        |
| Timor Wschodni                | 30 - 147 | Republika Zielonego Przylądka |
| Gwinea Bissau                 | 73 - 82  | Makau                         |

### Półfinały
|            |          |                               |
| Portugalia | 126 – 43 | Makau                         |
|            |          |                               |
| Angola     | 63 – 52  | Republika Zielonego Przylądka |

### Mecz o 3. miejsce
|       |         |                               |
| Makau | 45 – 89 | Republika Zielonego Przylądka |

### Finał
|            |         |        |
| Portugalia | 59 – 53 | Angola |

## Kobiety
| Drużyna                       | Pkt | Mecze | Zwycięstwa | Porażki | Zdobyte kosze | Stracone kosze |
| ----------------------------- | --- | ----- | ---------- | ------- | ------------- | -------------- |
| Mozambik                      | 6   | 3     | 3          | 0       | 243           | 114            |
| Portugalia                    | 5   | 3     | 2          | 1       | 190           | 118            |
| Republika Zielonego Przylądka | 4   | 3     | 1          | 2       | 165           | 173            |
| Makau                         | 3   | 3     | 0          | 3       | 111           | 303            |

| Portugalia                    | 43 – 44  | Mozambik                      |
| Republika Zielonego Przylądka | 78 – 52  | Makau                         |
| Makau                         | 32 - 97  | Portugalia                    |
| Mozambik                      | 71 - 45  | Republika Zielonego Przylądka |
| Mozambik                      | 128 - 26 | Makau                         |
| Portugalia                    | 50 - 42  | Republika Zielonego Przylądka |

### Półfinały
|            |          |                               |
| Mozambik   | 111 – 36 | Makau                         |
|            |          |                               |
| Portugalia | 71 – 43  | Republika Zielonego Przylądka |

### Mecz o 3. miejsce
|       |         |                               |
| Makau | 39 – 71 | Republika Zielonego Przylądka |

### Finał
|          |         |            |
| Mozambik | 69 – 60 | Portugalia |

### Medaliści
| Konkurencja | Złoto      | Srebro     | Brąz                          |
| ----------- | ---------- | ---------- | ----------------------------- |
| Mężczyźni   | Portugalia | Angola     | Republika Zielonego Przylądka |
| Kobiety     | Mozambik   | Portugalia | Republika Zielonego Przylądka |

### Tabela medalowa
| Poz. | Państwo                       |   |   |   | Łącznie |
| ---- | ----------------------------- | - | - | - | ------- |
| 1    | Portugalia                    | 1 | 1 | 0 | 2       |
| 2    | Mozambik                      | 1 | 0 | 0 | 1       |
| 3    | Angola                        | 0 | 1 | 0 | 1       |
| 4    | Republika Zielonego Przylądka | 0 | 0 | 2 | 2       |